# Seling (Tabir)
Seling is een bestuurslaag in het regentschap Merangin van de provincie Jambi, Indonesië. Seling telt 2123 inwoners (volkstelling 2010).